# Paulo Cesar Leite dos Santos
Paulo Cesar Leite dos Santos, of Mestre Pintor zoals hij bekend is binnen de capoeira-kringen is de oprichter van de groep Bantus Capoeira. 
Hij begon met capoeira spelen in de buurten Santa Tereza en Floresta met zijn vrienden. Als tiener ging hij naar Bahia om zijn kennis van het spel te verdiepen onder leiding van verschillende capoeira mestres zoals Atenilo, Waldemar, Canjiquinha, Curio, Caicara, Gigante, João Grande, Boa Gente, Bom Cabrito, Medicina en Papo de Santo Amaro.
Na enkele jaren vestigde hij zich in Salvador om te trainen en the leren van de beroemde Mestre João Pequeno da Pastinha. Het was ook Mestre João Pequeno die in 1989 Pintor benoemde als Mestre bij de groep Grupo Macaco of Escola de Educacao Fisica in Belo Horizonte, enkele jaren later ook als Mestre van Capoeira Angola.
Pintors training was voornamelijk Capoeira Angola, binnen zijn school wordt zowel Angola and Regional stijl beoefend. In het algemeen is het de hedendaagse stijl van capoeira die het meest gespeeld wordt, een mix die capoeira's verschillende historische invloeden weergeeft. Op 20 mei 1991 richtte Mestre Pintor Bantus Capoeira op. Er zijn nu verschillende Bantus Capoeira scholen in onder andere Australië, Brazilië, China, Japan en Nederland.
Mestre Pintor reist nu de wereld rond om zijn ervaringen te delen met allen die geïnteresseerd zijn in capoeira en Braziliaanse cultuur. Mestre Pintor is ook een expert in Maculelé, Samba de Roda en Forró.